# Genoni
Genoni é uma comuna italiana da região da Sardenha, província da Sardenha do Sul, com cerca de 1.005 habitantes. Estende-se por uma área de 43 km², tendo uma densidade populacional de 23 hab/km². Faz fronteira com Albagiara (OR), Assolo (OR), Genuri (CA), Gesturi (CA), Gonnosnò (OR), Laconi, Nuragus, Nureci (OR), Setzu (CA), Sini (OR).

## Demografia
| Variação demográfica do município entre 1861 e 2011                               |
|                                                                                   |
| Fonte: Istituto Nazionale di Statistica (ISTAT) - Elaboração gráfica da Wikipedia |